# マダラタルミ属
マダラタルミ属 (Macolor) は、フエダイ科の下位分類群の1つ。インド洋と西太平洋から2種が知られる。

## 分類
1860年、オランダの医師、爬虫類学者、魚類学者であるピーター・ブリーカーによって属として記載された。ブリーカーは、タイプ種の Diacope macolor　という名を Macolor typus に変更した。この名前は、ラテン語で「斑点」を意味するmaculaに由来し、マダラタルミの稚魚にある白い斑点に由来すると考えられる。

### 下位分類
2種が分類されている。
- ホホスジタルミ Macolor macularis Fowler, 1931 (midnight snapper)
- マダラタルミ Macolor niger (Forsskål, 1775) (black and white snapper)

## 分布と生態
東アフリカから東はサモア、北は琉球列島、南はオーストラリアまでのインド洋と西太平洋に分布し、サンゴ礁に生息する。生息水深は5 - 40 mだが、水深90 mからも記録されている。単独か群れで観察され、稚魚はウミユリの近くで頻繁に観察される。肉食性で、魚や甲殻類を捕食する。

## 形態
フエダイ科では中型で、体高は比較的高く、体は長方形。口は非常に大きく、突き出すこともできる。顎には外側に円錐状の歯帯があり、前方には犬歯のように尖った歯があり、その内側には上顎では横に、下顎では前方に剛毛状の歯帯がある。鋤骨歯は粗い山形に配置され、中央後方で延長はしない。前鰓蓋の下端に深い切れ込みがある。背鰭は連続した1基で、棘条部と軟条部の間に切れ込みは無い。背鰭は10棘と13 - 14軟条から成る。臀鰭は3棘と10 - 11軟条から成る。背鰭と臀鰭の両方に鱗がある。胸鰭は比較的長く、成魚では頭長とほぼ同じである。尾鰭は二叉する。成魚は主に黒っぽく、腹部は淡い。頭に波状の黒い線が入る場合がある。幼魚は黒地に背中と側面に白い斑点があり、腹面は白く、目には黒い線がある。

## 人との関わり
数は少ないが、魚市場に頻繁に入荷し、主に生で販売される。